# Silver Lake (Los Angeles)

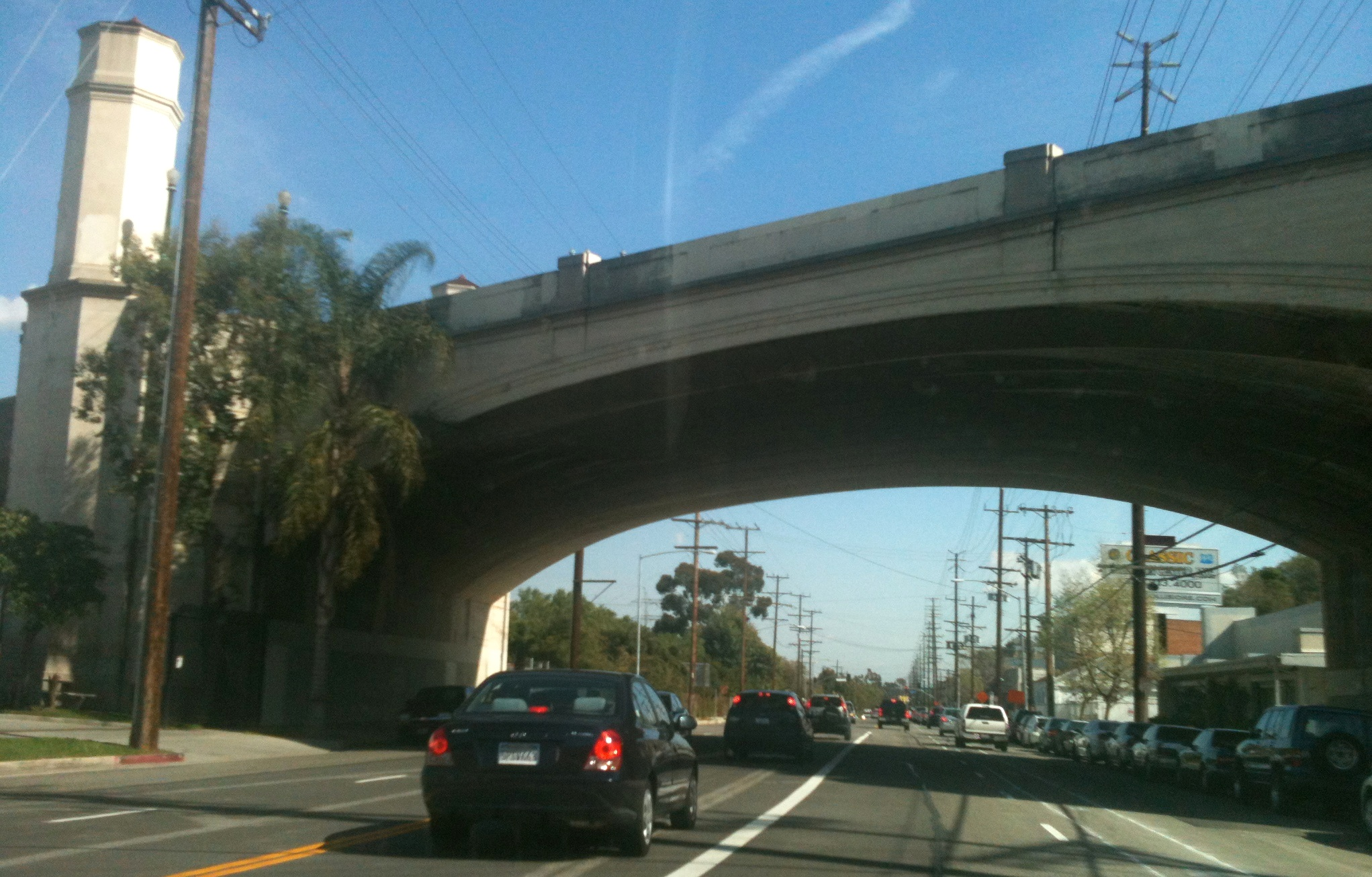
Most Hyperion Bridge położony jest we wschodniej części osiedla Silver Lake w pobliżu I-5 Freeway

Silver Lake – dzielnica Los Angeles leżące w rejonie Central Los Angeles, które stanowi część hrabstwa Los Angeles.

## Znani ludzie, którzy mieszkają lub mieszkali w Silver Lake
- Skylar Astin - aktor/piosenkarz[1]
- Beck[2]
- Anna Belknap[3]
- Eddie Cahill[4]
- Joey Castillo - muzyk/perkusista[5]
- Sal Castro - nauczyciel/aktywista[6]
- Ernest E. Debs - polityk Los Angeles
- Lisa Edelstein[7]- aktorka
- Mr. Criminal - raper[8]
- Judy Garland - aktorka[9]
- Mike Gatto - polityk[10]
- Ryan Gosling[11] - aktor
- Kevin Griffin - muzyk[12]
- Christopher Guanlao - muzyk[13]
- Hannah Hart - osobowość internetowa[14]
- James Eads How[15]
- Janet MacLachlan - aktorka[15]
- Laura Marling - aktorka[16]
- Rachel McAdams - aktorka[17]
- Johnette Napolitano - piosenkarz[18]
- Anaïs Nin[19]
- Katy Perry[2]
- Cassandra Peterson[20]
- Christina Ricci[11]
- Kiefer Sutherland[2]
- Tom Waits[2]
- Randy Sklar - aktor[21]
- Benjamin Wynn - kompozytor/producent muzyczny[22]
- Rob Zabrecky - wykonawca[23]